# Campania Internațională pentru Abolirea Armelor Nucleare
Campania Internațională pentru Abolirea Armelor Nucleare (engleză: International Campaign to Abolish Nuclear Weapons, abreviat ICAN) este o coaliție de organizații neguvernamentale care militează pentru abolirea armelor nucleare.

## Istoric
Creată în 2007 la Viena în paralel cu o conferință internațională a Tratatului de Neproliferare Nucleară (TNP), ea numără 468 de organizații partenere din 101 țări.
Finanțată de donatori privați și prin contribuții ale Uniunii Europene și ale unor state, între care Norvegia, Elveția, Germania și Vatican, ea a susținut încheierea Tratatului asupra Interzicerii Armelor Nucleare în 2017, ceea ce a dus la decernarea Premiului Nobel pentru Pace în același an.
Bugetul anual al organizației se apropie de un milion de dolari.